# Missimianètia
Missimianètia és el país dels missimis, una regió històrica de Geòrgia situada a les valls superior dels rius Kodori (a la frontera amb Abkhàzia) i Kelasuri. S'hi van establir tribus svans i es va diluir com a regió separada, especialment a partir del segle xi quan Abkhàzia i Geòrgia van quedar unides.
El seu nom derivaria del cognom abkhaz Mar∫an; els prínceps del país vivien tradicional a l'entorn de Tsebelda a la vall superior del Kodori.
L'escriptor grec Agàcies en un text publicat el 1936 diu: “Sotèric va baixar al país dels anomenats missimis, que eren subjectes, com els apsilis, del rei de Còlquida, però parlaven un llenguatge diferent i tenien lleis diferents. Agàcies (536-582) els esmenta com a "hoi Misimianoi" i diu que vivien al poble de Tibelos o Tsibilium (moderna Ts'abal a Abkhàzia; Tsebelda en georgià).